# 小島良太
小島 良太（こじま りょうた、1971年5月18日 - ）は、日本中央競馬会(JRA)・美浦トレーニングセンター和田勇介厩舎に所属する調教助手である。1996年JRA年度代表馬のサクラローレルをはじめ、数々の重賞勝利馬の調教騎乗を担当している。小島太は実父、実弟に調教助手の小島勝三と元騎手・調教助手の小島太一がいる。茨城県出身。

## 経歴
当時日本中央競馬会の騎手であった小島太の次男として生まれる。幼少期は千葉県の中山競馬場・白井分場に厩舎を構えていた母方の祖父・境勝太郎夫妻の元で育った。1978年に茨城県美浦村に関東所属人馬の拠点となる美浦トレーニングセンターが開場したため、太の元に戻り、さらに小学校の中学年以降は伯父の境征勝と生活を共にした。
父・太は大学進学を勧めていたが、良太は父の姿に感化されて競馬界入りを志し、専門学校卒業後に北海道の谷岡牧場で研修に入った。翌1992年の競馬学校厩務員課程には落第したが、シンボリ牧場での再研修中に再度受験して合格、西山牧場に移り騎乗技術を習得した後、1994年1月より厩務員課程に入った。半年後には調教助手免許を取得、美浦の保田隆芳厩舎に仮配属された後、10月より正式な調教厩務員（調教助手と厩務員を兼務）として嶋田潤厩舎に入った。嶋田厩舎では10カ月過ごした後、定年引退まで1年7カ月と迫っていた祖父・境勝太郎の厩舎に移籍した。
長らく担当馬が勝利を挙げることはなかったが、1996年3月から担当したサクラローレルが同月10日の中山記念で勝利を挙げ、良太は調教厩務員としての初勝利を重賞競走で挙げた。前月には同馬の主戦騎手を務めていた父・太が騎手を引退しており、新たな主戦騎手には良太の友人でもある横山典弘が据えられた。これは良太の提案であった。サクラローレルはこの次走の天皇賞（春）でナリタブライアン、マヤノトップガンといった強豪馬を破って優勝、年末にはグランプリ競走の有馬記念を制し、当年の年度代表馬に選出された。
1997年に境が引退し、太が厩舎を引き継いだことに伴って所属が小島太厩舎に移った。2000年頃から調教助手専業となり、マンハッタンカフェ、イーグルカフェといったGI級競走優勝馬のほか、数々の重賞勝利馬の調教を担当している。2018年に太が定年となったため和田勇介厩舎に移籍した。
助手業の傍らで雑誌・新聞等にコラムを連載し、著書も出版している。サンケイスポーツ紙上での「良太がゆく」を皮切りに、『週刊Gallop』誌上で連載する「僕とお馬の内緒話」（サークルKEIBAのコーナー）は、15年を超える長期（回数も700回を突破している）で継続されていた。現在は夕刊フジにて「ALL THAT KEIBA」を連載中。
また、2002年に出版した「調教助手の仕事」は競馬関連の書物としては初めての日本図書館協会選定書に選出された。

## エピソード
- 父の太が騎乗した競走で一番のお気に入りは高校生の時、サクラチヨノオーで勝利した1988年の東京優駿（日本ダービー）[1]。

## 著書
- 『調教助手の仕事』（ミデアム出版社、2002年）ISBN 978-4944001842